# Irakere
Irakere es un grupo de jazz cubano. La orquesta reunió un sólido puñado de músicos donde el dominio instrumental permite innovaciones atrevidas e improvisaciones destacadas. Los arreglos modernos, al estilo del latin jazz, utilizan los instrumentos eléctricos, pero se articulan sobre bases afrocubanas más familiares.

## Historia
Irakere se conforma como tal en 1967 pero había empezado a trabajar mucho antes; en ese año los integrantes asistieron a una selección convocada en La Habana para organizar, con los mejores músicos de entonces, la Orquesta Cubana de Música Moderna; ya en 1972 se acercaban a lo que actualmente producen decidiendo en 1973 llamarse Irakere, que en lengua Yoruba quiere decir Vegetación y es así como partiendo de su nombre trabajan con base en las raíces musicales afrocubanas. De esta manera, a través de la combinación, mezcla e interrelación de lo clásico, el impresionismo, el jazz, el rock y varias técnicas de composición logran pasearse por todos los estilos tales como la música bailable, la de concierto, la tradicional y la actual cubana.
Gracias al impulso del pianista Chucho Valdés, el grupo cubano Irakere levantó vuelo en 1973, nutrido del bop de Thelonious Monk.
Puede que a nivel privado los integrantes de la futura agrupación "Irakere" se consideraran parte del groupo desde 1967, pero en Cuba no se oyó hablar de Irakere hasta mediados de los años 1970, 1974 para ser más exactos.  La opinión generalizada es que Irakere se forma fundamentalmente debido a la decisión de la dirección política del Consejo Nacional de Cultura de eliminar la Orquesta Cubana de Música Moderna por razones políticas. Obviamente, reclutando una selección de músicos estelares como Arturo Sandoval, Paquito D'Rivera, Chucho Valdés, etc. era de esperar que el resultado fuera una agrupación de calidad.

## Arreglos al conjunto
Agregaron al conjunto instrumentos como tambores batá, tambores abacuá, tambores arará, chequerés, erikundis, maracas, claves, cencerros, bongó, tumbadoras, güiro, etc., que han dado a la rítmica cubana ese sabor inconfundible que le da el toque de originalidad al grupo. A esto se añaden los contrastes vocales, bien sea en coro o en forma individual, utilizando giros dialectales afroides recogiendo aquella tradición que le ha legado a la música cubana uno de sus principales atractivos.

## Integrantes de Irakere
El grupo Irakere ha estado integrado por muchos músicos durante su existencia como agrupación, entre los que cabe destacar a Armando Cuervo (Percusión), Fran Padilla (Percusión), Chucho Valdés (Piano), Jorge Alfonso "El niño" (Congas), Enrique Plá (Batería), Carlos del Puerto (Bajo), Jorge Varona, Arturo Sandoval , Juan Munguía, Manuel Machado, Adalberto Lara (Trompeta), Jose Miguel Crego ( El Greco ) Trompeta Carlos Averhoff y Ariel Brínguez (Saxo tenor), Paquito D´Rivera y Rafael Águila "El Paco" (Saxo alto), Germán Velazco (Saxo alto y soprano), José Luis Cortés "El Tosco"(Saxo barítono y flauta), Orlando Valle Maraca (flauta), Carlos Emilio Morales (Guitarra) y César López (Saxo).

## Discografía
- 1974: Teatro Amadeo Roldán - Recital. Areíto LD-3420
- 1976: Grupo Irakere. Areíto LD-3660
- 1976: Chekere.
- 1978: Musica cubana contemporánea. Areíto LD-3726
- 1978: Leo Brouwer / Irakere. Areíto LD-3769
- 1979: Grupo Irakere. Areíto LD-3926
- 1979: Irakere. Columbia/CBS JC-35655. Areíto LD-3769 - Ganador del premio Grammy a la mejor grabación latina en 1980
- 1979: Chekere-son. LD-3660
- 1979: The Best of Irakere. Columbia/Legacy CD 57719
- 1980:  Irakere II Columbia/CBS JC-36107. Areito/Integra EG-13047
- 1980: El Coco
- 1980: Cuba Libre (2010 CD reedición en Far Out Recordings)
- 1981: Live in Sweden
- 1981: Para bailar son.
- 1982: Volume VI. Areíto LD-4018
- 1983: Calzada Del Cerro. Areíto LD-4053
- 1983: Orquesta sinfónica nacional; La colección v. VIII. Areíto LD-4139
- 1985: Bailando así ;La colección Volume IX. Areíto LD-4186
- 1985: Tierra En Trance; La colección v. X. Areíto LD-4224
- 1985: Quince minutos; La colección v. XI. Areíto LD-4267
- 1986: Catalina
- 1998: From Havana With Love West Wind CD 2223 (Grabado en vivo en Belgrado, 1978)
- 1987: Live at Ronnie Scott's; The Legendary Irakere in London
- 1989: Homenaje a Beny Moré
- 1991: Great Moments
- 1991: Felicidad
- 1992: Misa Negra. Messidor CD
- 1995: Bailando Así
- 1996: !Afrocubanismo Live! Chucho Valdés and Irakere. Bembe CD 2012-2
- 1997: Babalú Ayé. Bembe CD 2020-2
- 1999: Indestructible
- 1999: Yemayá. Blue Note CD
- 2001: Pare Cochero

## Congos de Oro
Otorgado en el Festival de Orquestas del Carnaval de Barranquilla:
| Año  | Trabajo nominado | Categoría        | Resultado |
| ---- | ---------------- | ---------------- | --------- |
| 1995 | Andy Montañez    | Salsa Extranjera | Ganador   |